# Victoria Dockside
Victoria Dockside («Причал Виктория», ранее был известен как New World Centre, 新世界中心, Новый всемирный центр) — многофункциональный высотный комплекс, расположенный в гонконгском районе Чимсачёй-Ист (находится в южной оконечности полуострова Коулун на землях, отвоёванных у моря). Построен в 2017 году на месте старого New World Centre, закрытого в 2010 году и позже снесённого (от прежнего комплекса сохранился лишь отель InterContinental Hong Kong, построенный в 1980 году). Владельцем и девелопером проекта является компания New World Development. 

## История
На месте, где сегодня расположен Victoria Dockside, находились склады, железнодорожный узел и причалы, совместно построенные в 1910 году британским торговым домом Butterfield & Swire и судоходной компанией Blue Funnel Line. В 1971 году участок был продан компании New World Development, которая в 1973 году начала расширение территории и укрепление новой береговой линии.  
В 1976—1982 годах компания New World Development построила комплекс New World Centre общей площадью 2,5 млн квадратных футов. В его состав входили шестиэтажный торговый центр New World Shopping Centre с универмагом Tokyu, подземный торговый центр The Palace Mall, связанный подземными переходами с соседними зданиями, отели The Regent Hong Kong и Renaissance Kowloon, две офисные башни, жилые апартаменты на 518 квартир и автомобильная парковка на 1,8 тыс. мест.
Нижние уровни 19-этажного отеля Renaissance Kowloon, построенного по проекту чикагского бюро Skidmore, Owings & Merrill, занимали магазины и рестораны. Одну из двух 19-этажных офисных башен занимала страховая компания AIA Group. 15-этажные апартаменты New World Apartments, входившие в состав комплекса, считались самым престижным жильём южного Коулуна.    
В марте 2010 года New World Development закрыла и в 2012 году снесла старый New World Centre (кроме отеля InterContinental), а на его месте построила 66-этажную башню с офисами, отелем и фешенебельными апартаментами.

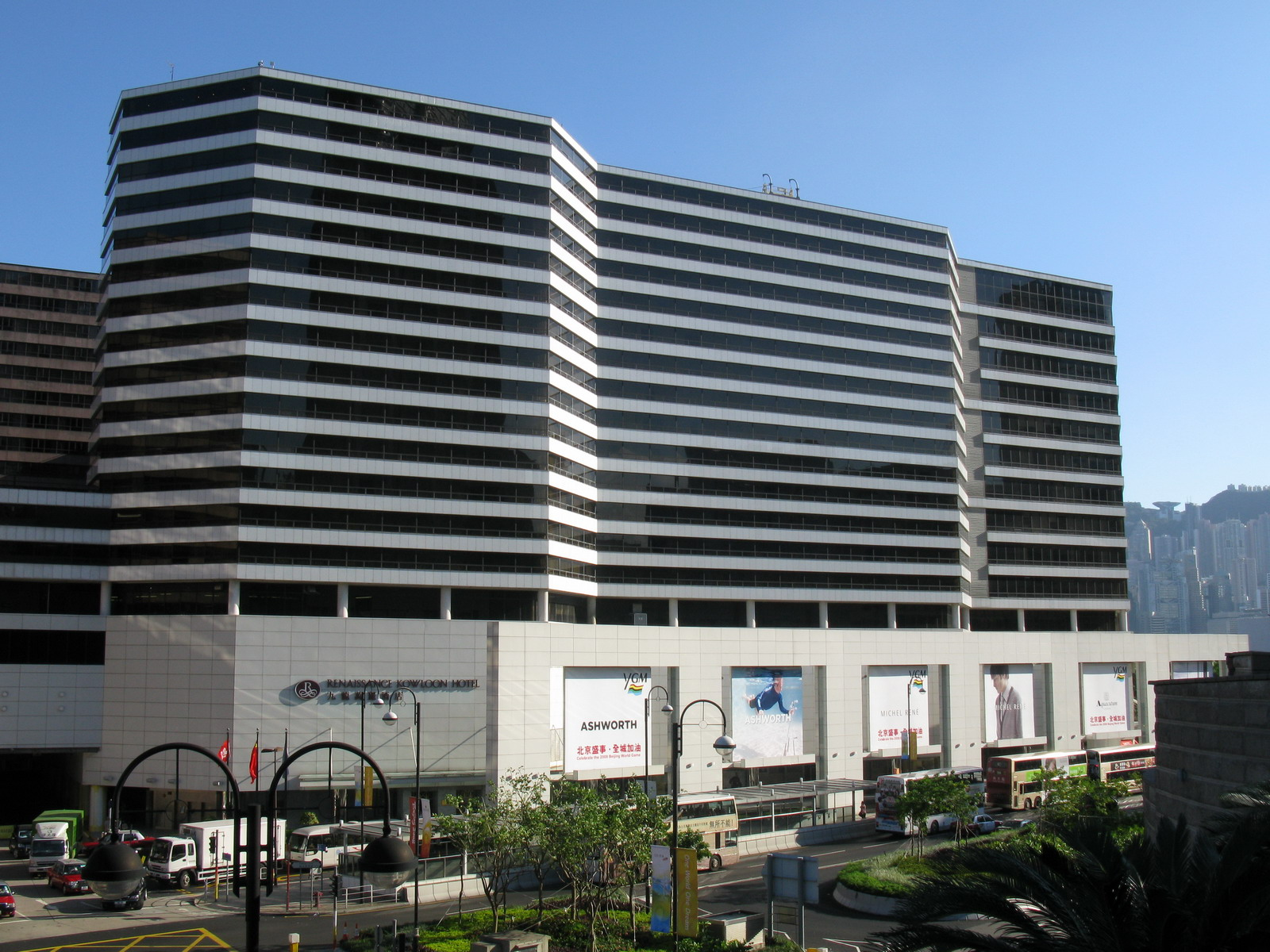
2008
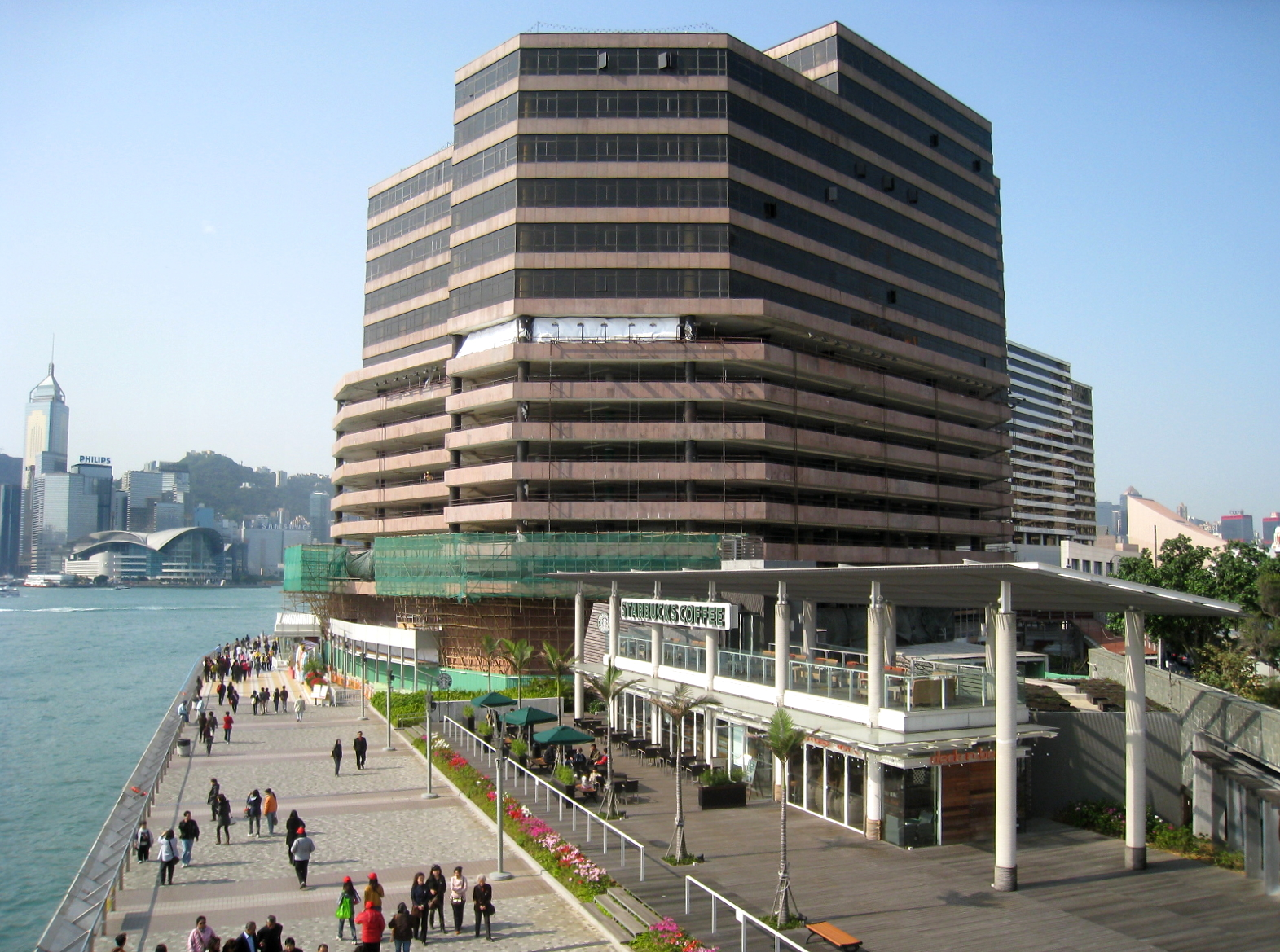
2009
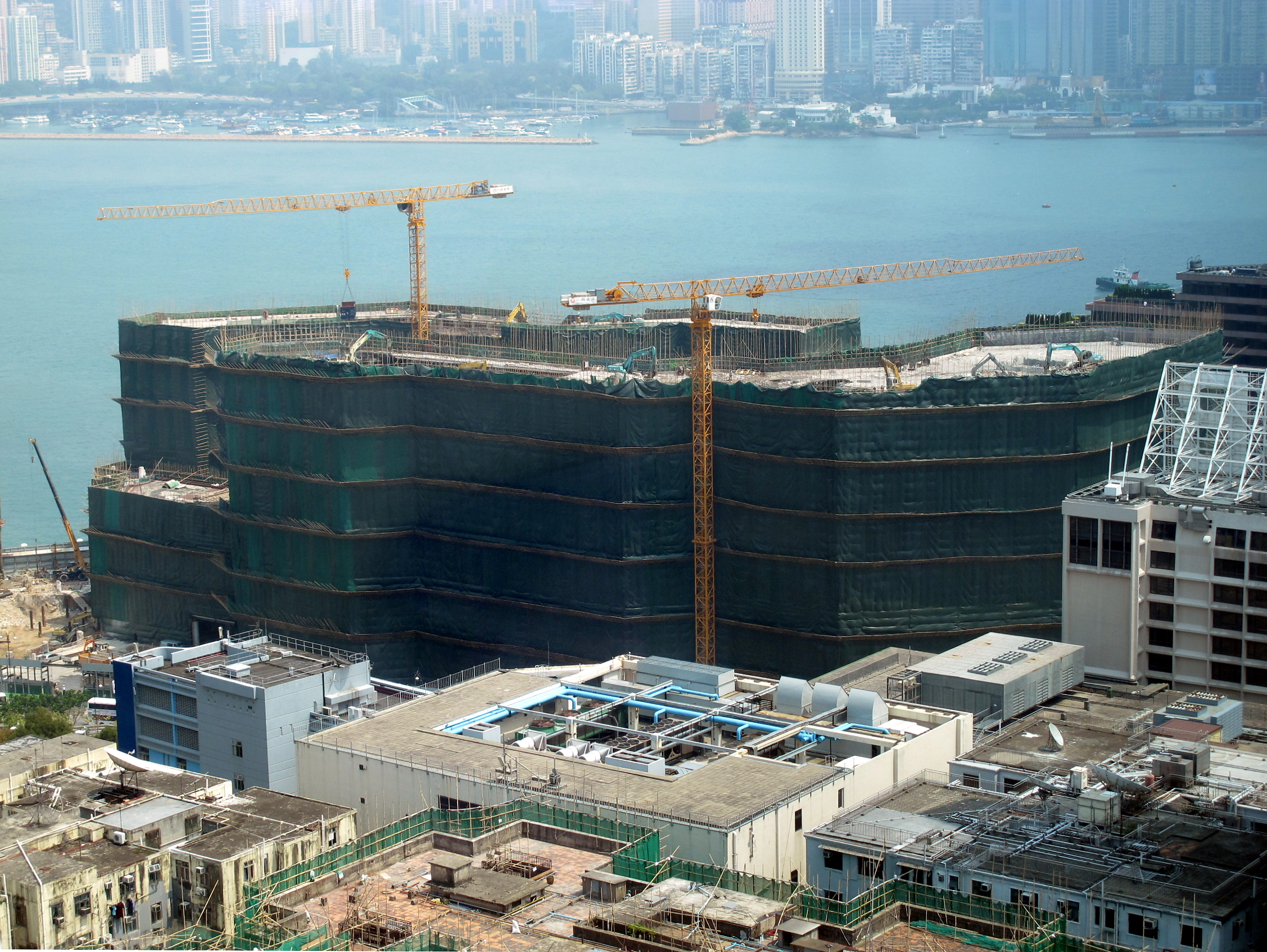
2011
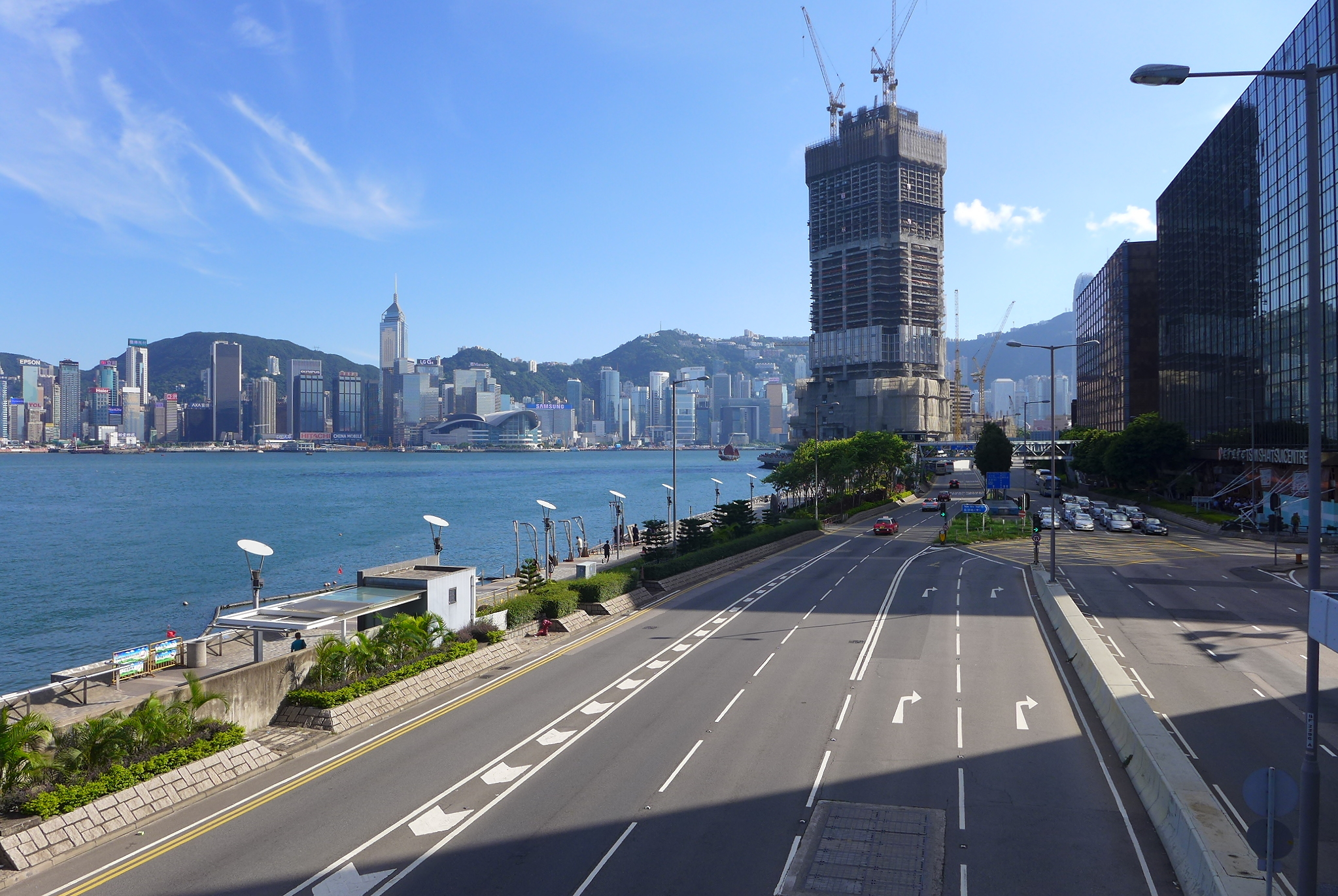
2015

## География
С севера комплекс Victoria Dockside ограничен улицей Солсбери-роуд, с юга и востока — авеню звёзд и водами бухты Виктория, с запада — садом Солсбери, Гонконгским музеем искусств и Гонконгским музеем космоса. Подземными переходами, проложенными под улицей Солсбери-роуд, Victoria Dockside связан со станцией метро Ист-Чимсачёй, а также отелями Sheraton Hong Kong и The Peninsula Hong Kong.

## Структура
16-этажный отель The Regent Hong Kong был построен в 1978—1980 годах по проекту бюро Lo & Kwong, он принадлежал New World Development и управлялся компанией Regent Hotels & Resorts. Летом 2001 года New World Development продала отель британским инвесторам, которые переименовали его в InterContinental. Летом 2015 года британская InterContinental Hotels Group продала отель консорциуму инвесторов, но сохранила контракт на управление. Отель InterContinental Hong Kong имеет 503 номера, галерею дорогих бутиков и несколько ресторанов, в том числе японский Nobu. Президентский люкс отеля входит в число самых фешенебельных и дорогих номеров мира. 

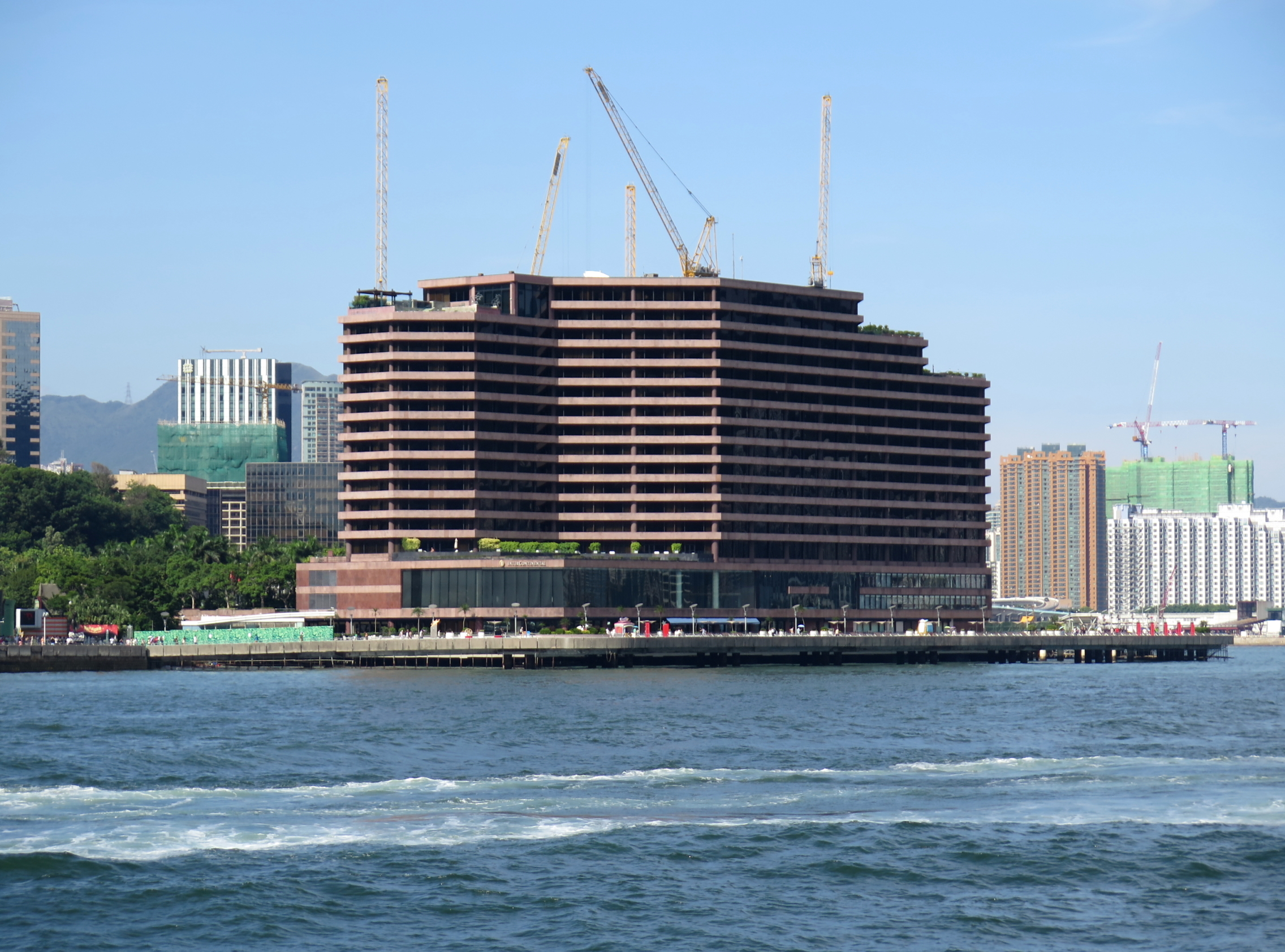
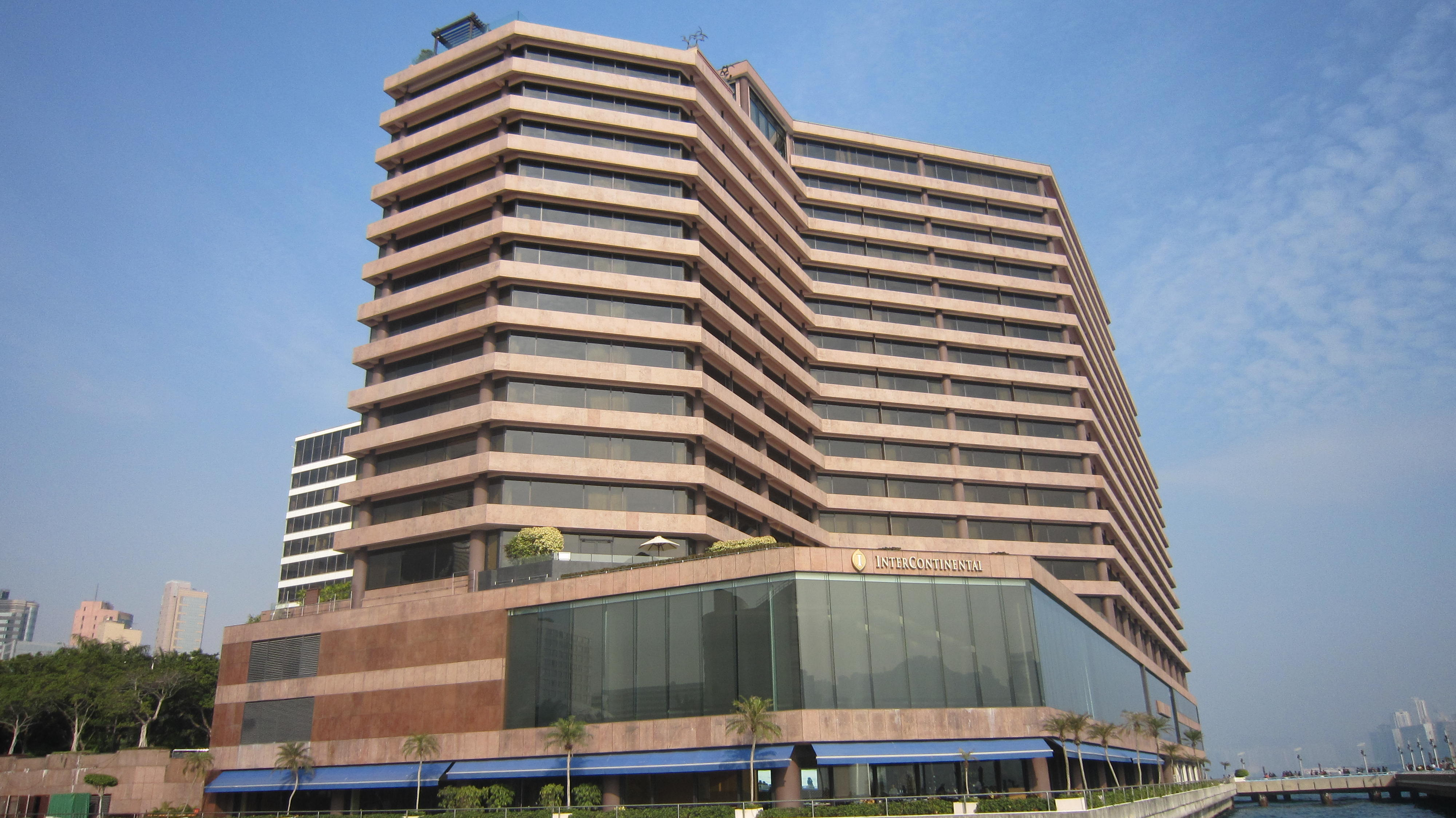
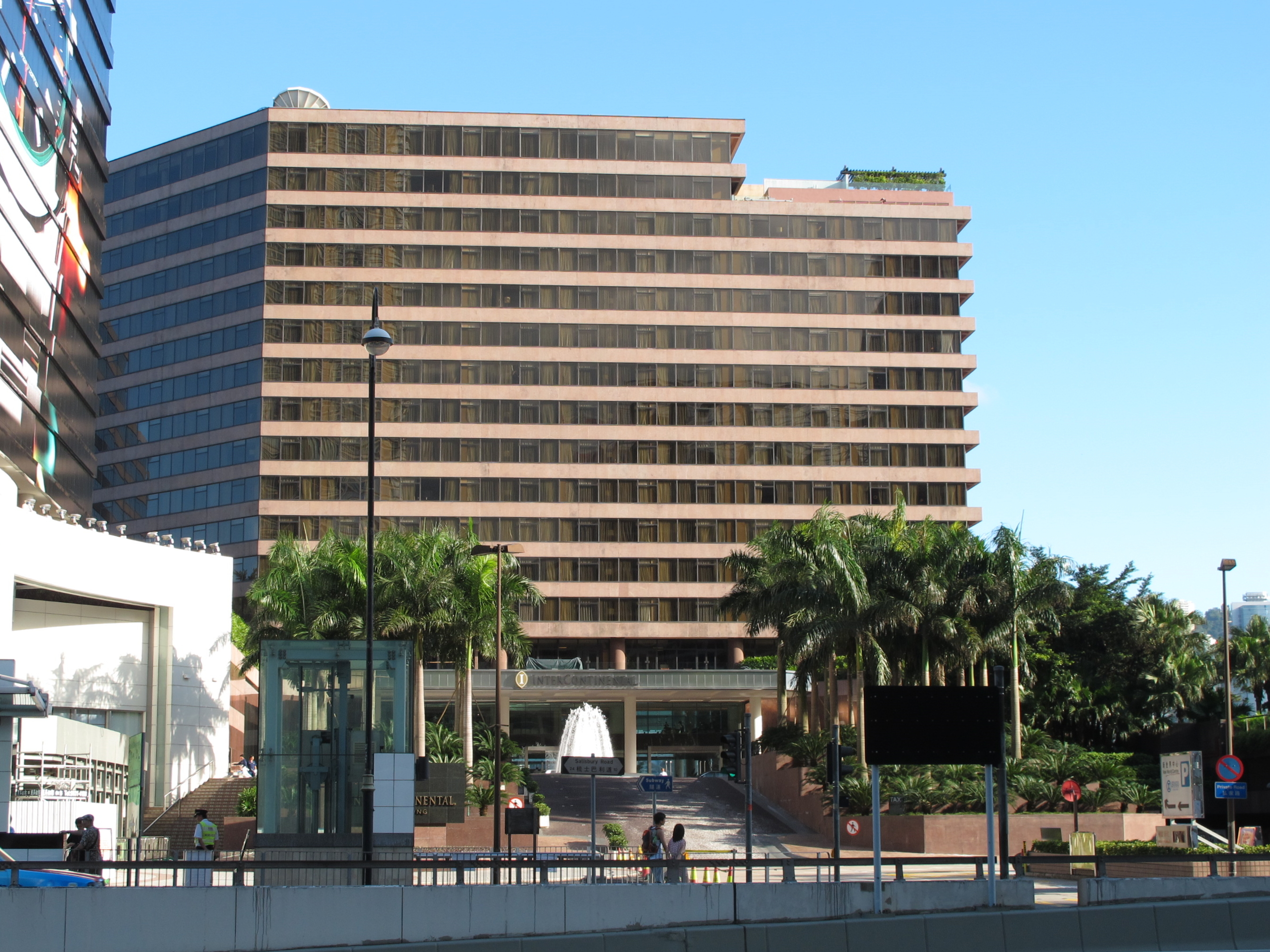
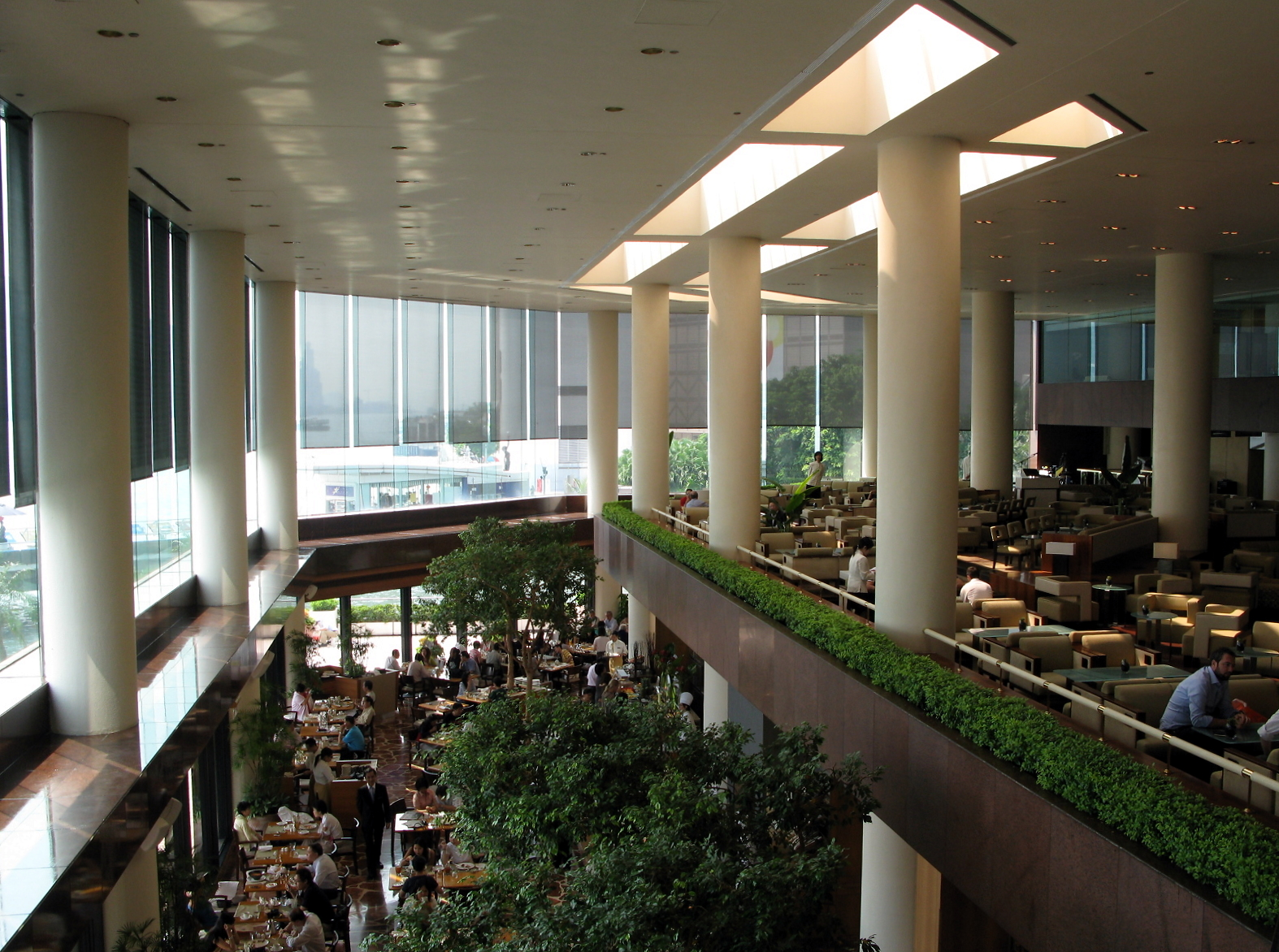

66-этажная башня Victoria Dockside (278 м) построена в 2013—2017 годах в стиле модернизма по проекту архитектурных фирм Kohn Pedersen Fox (Нью-Йорк) и Ronald Lu and Partners (Гонконг). В ней размещаются отель Rosewood Hong Kong (управляется американской гостиничной сетью Rosewood Hotels & Resorts, принадлежащей New World Development), жилые апартаменты Rosewood Residences и офисные помещения. Отель на 398 номеров занимает 27 этажей башни, а 199 жилых квартир — 19 этажей.

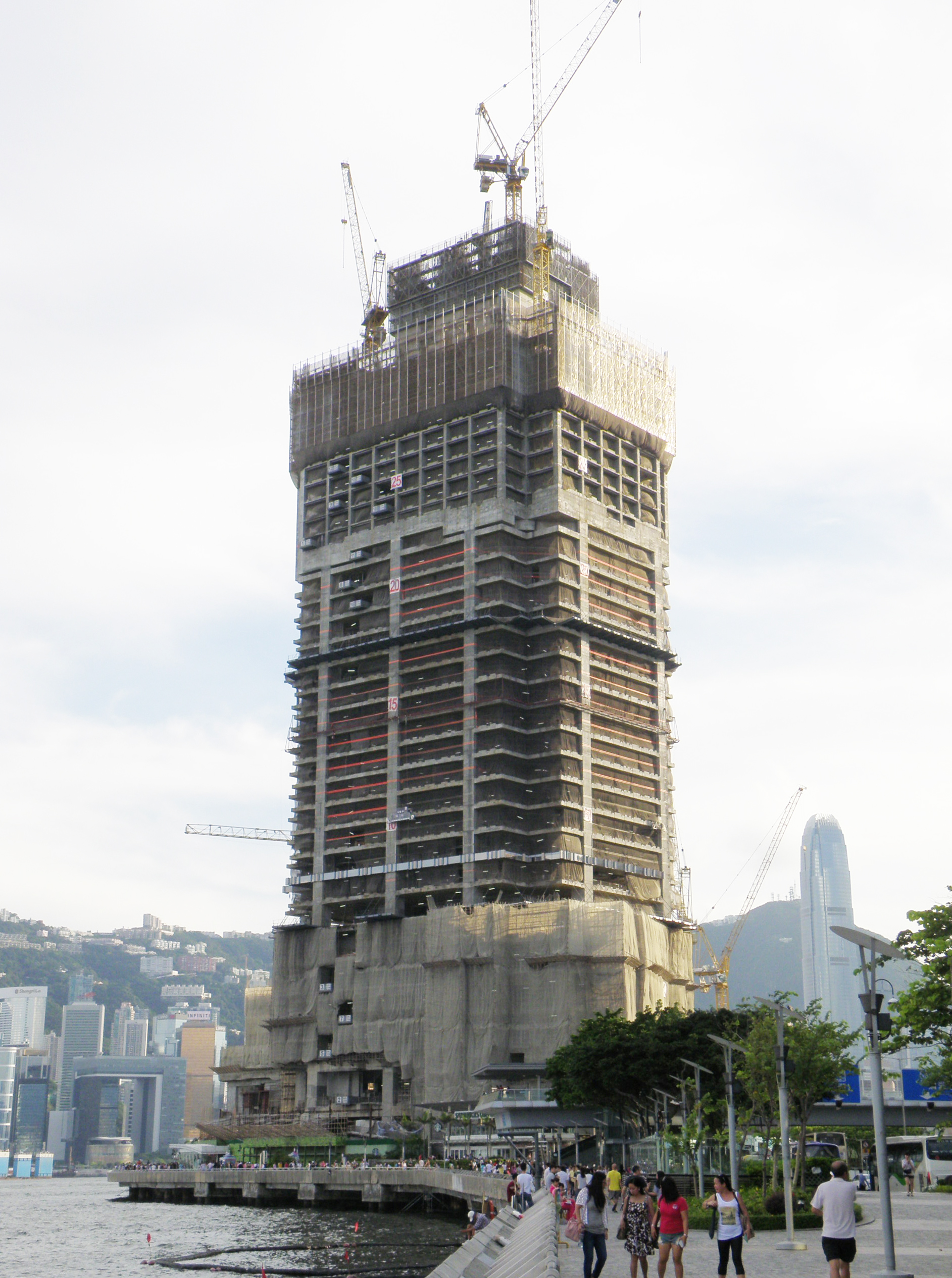
2015
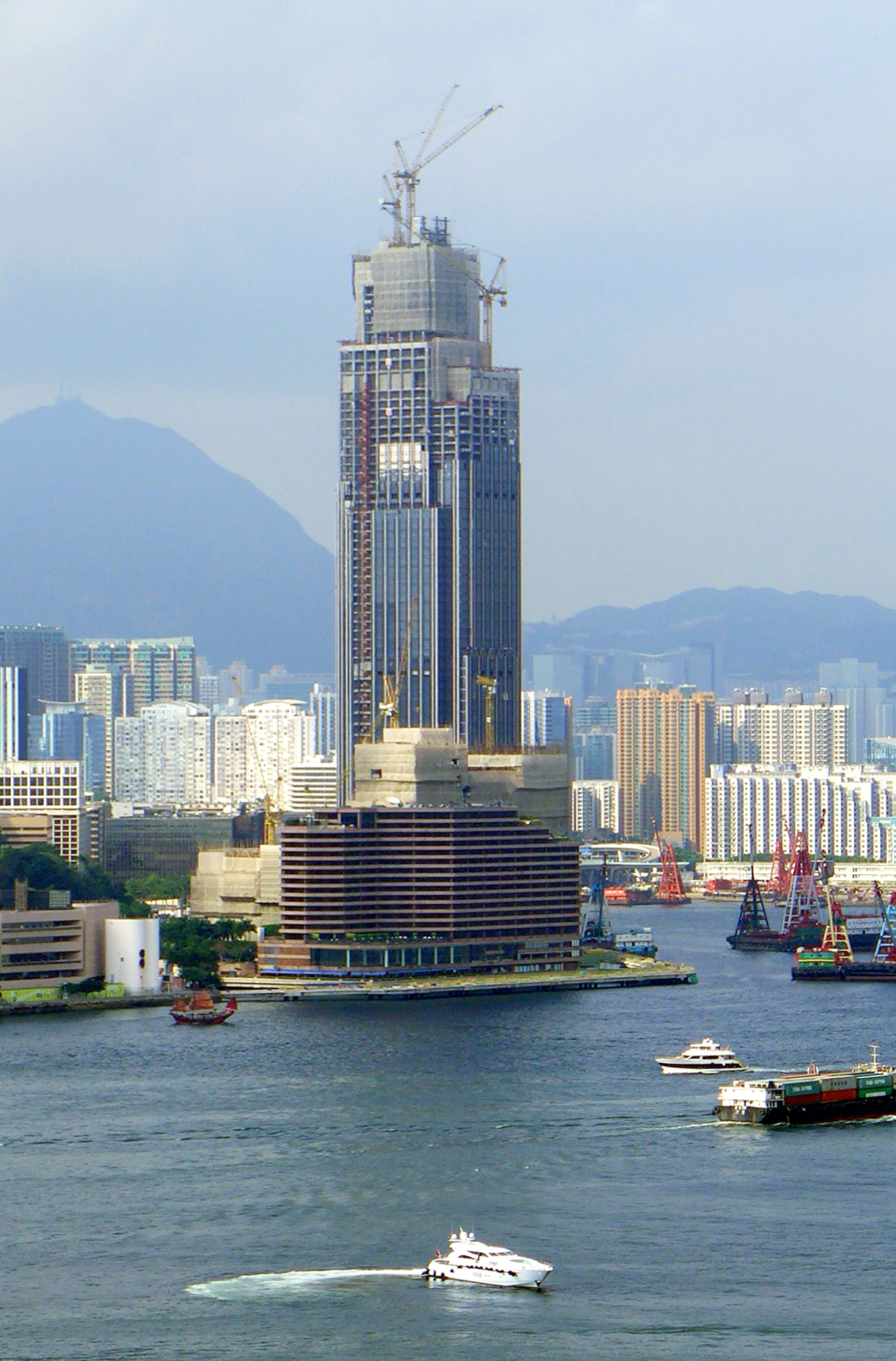
2016
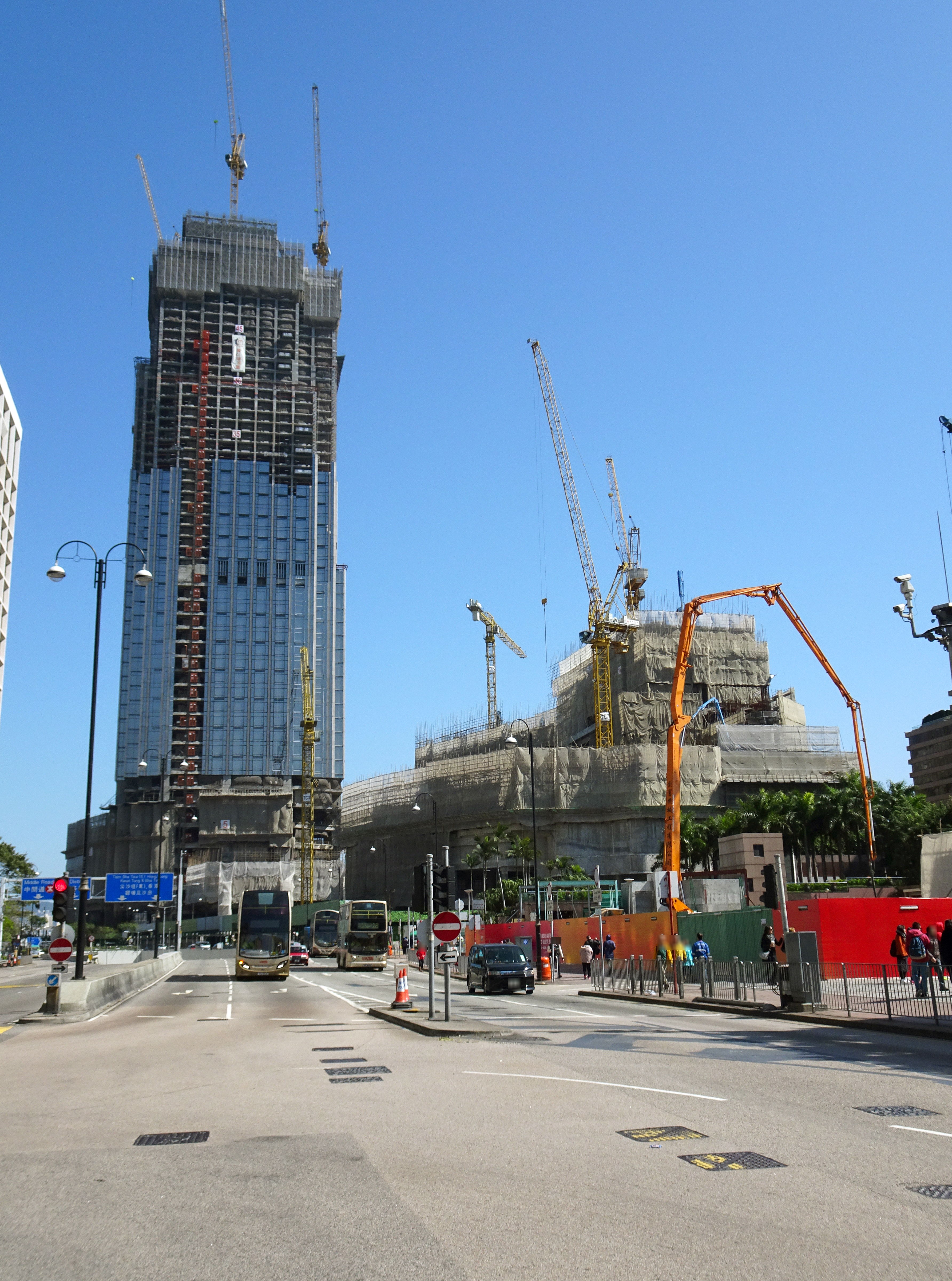
2016
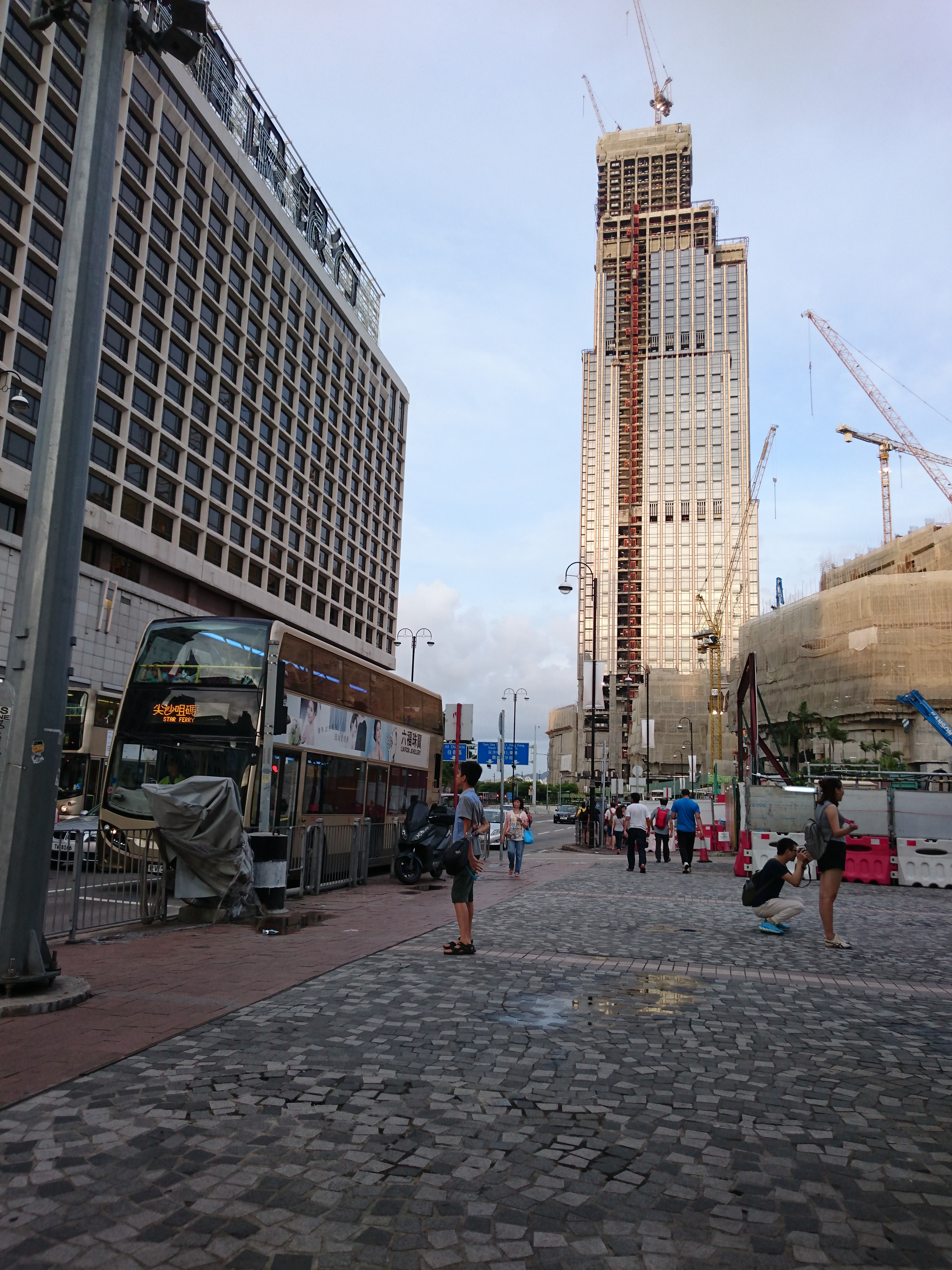
2016

По состоянию на 2018 год Victoria Dockside являлся девятым по высоте зданием в Гонконге. Общая стоимость проекта составила 2,6 млрд американских долларов. В состав многофункционального комплекса вошли 15 этажей офисов K11 Atelier (открылись в ноябре 2017 года), отель Rosewood Hong Kong, жилые апартаменты Rosewood Residences и торгово-развлекательный центр K11 Musea, на крыше которого разбит «Богемский сад». Главными арендаторами офисов являются японский Mizuho Bank и тайваньский Fubon Bank.  

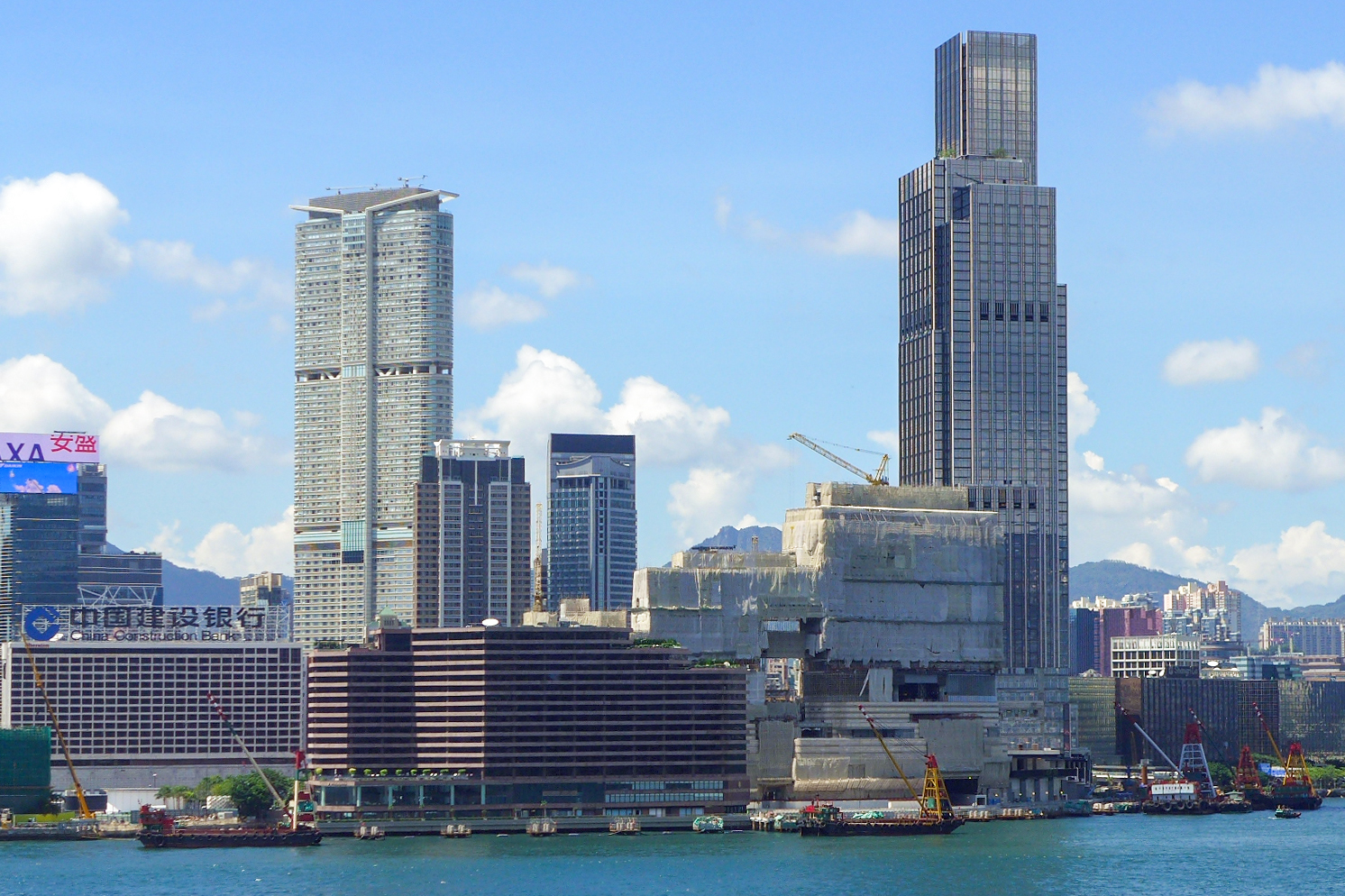
2017
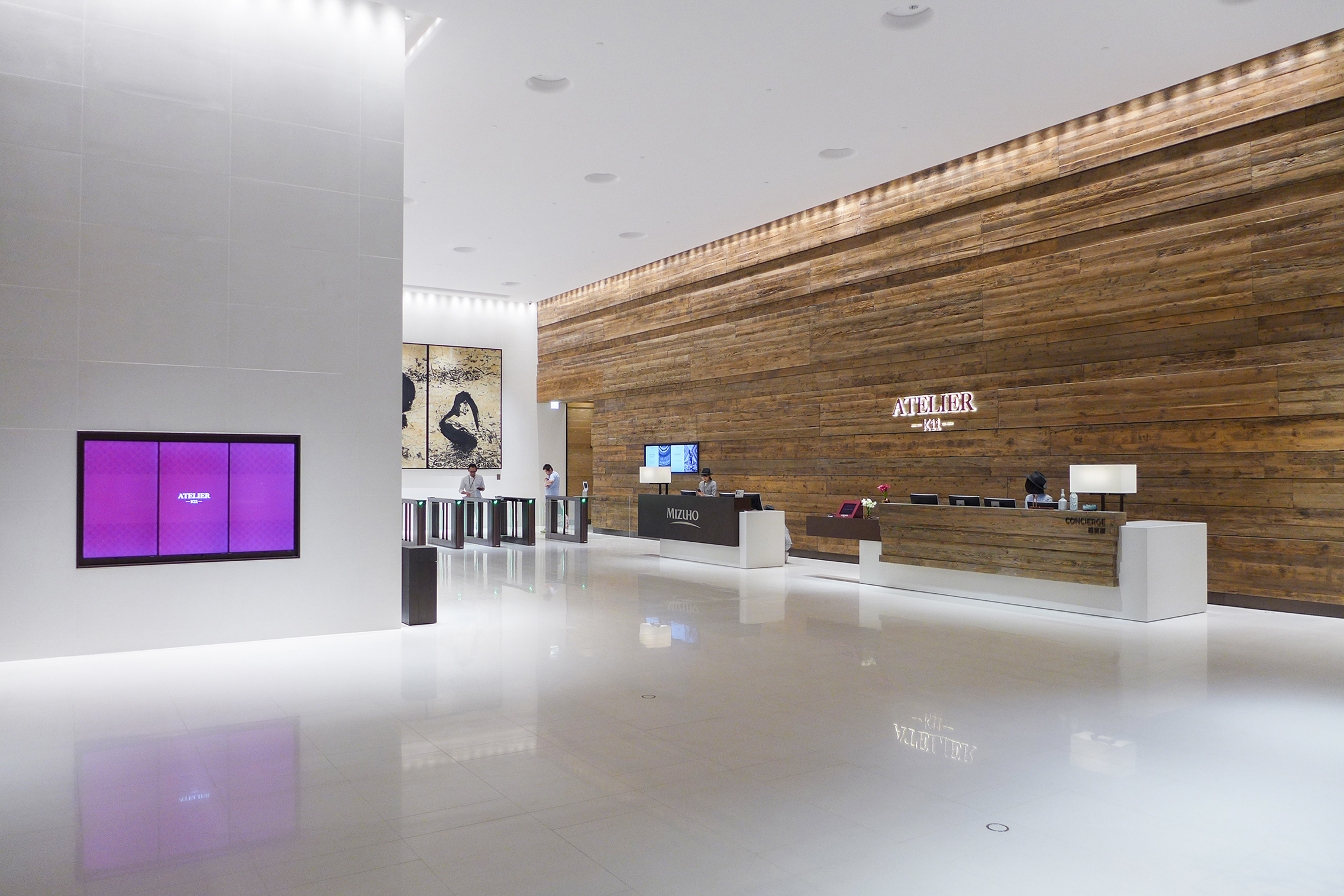
K11 Atelier
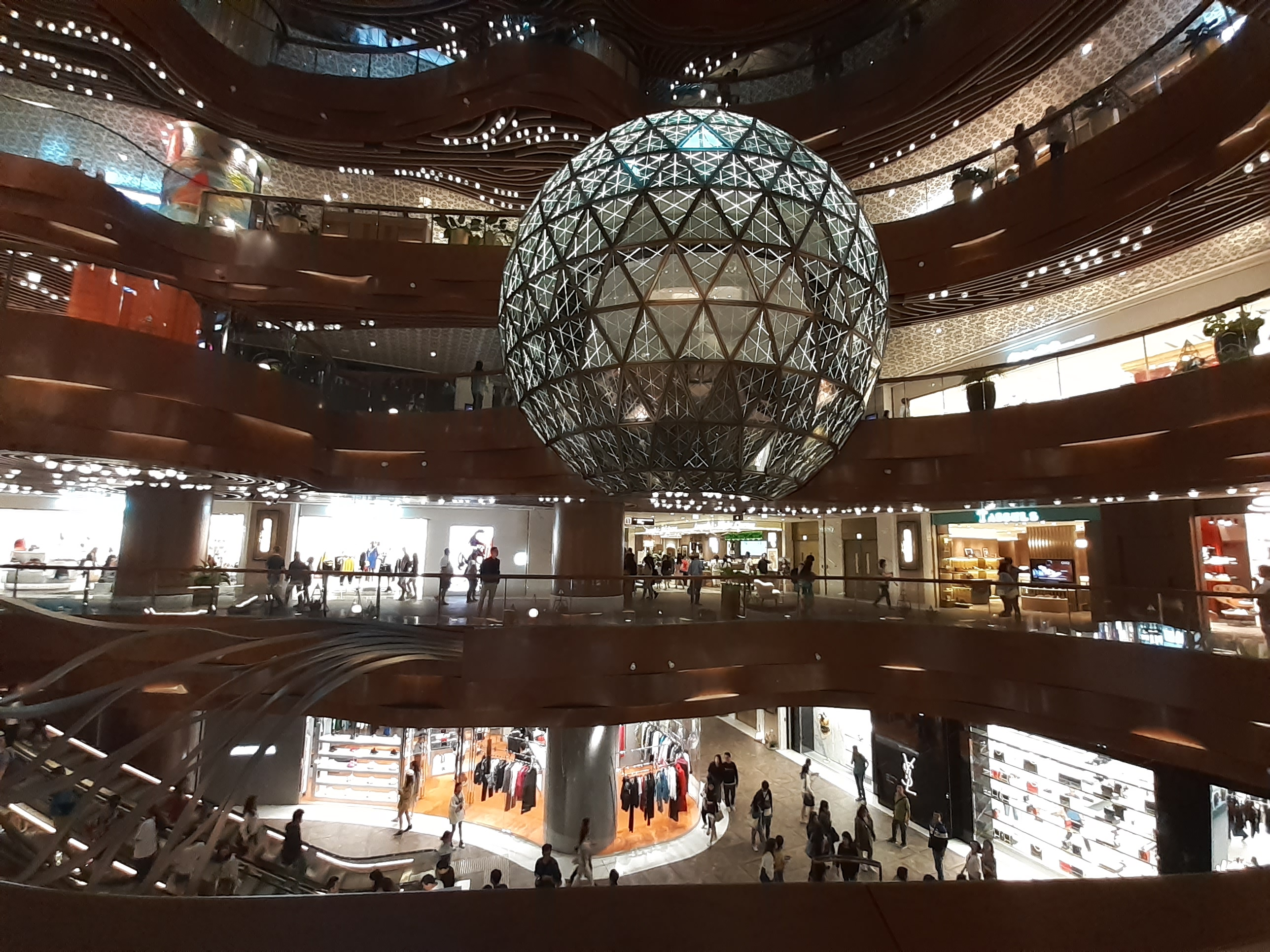
K11 Musea
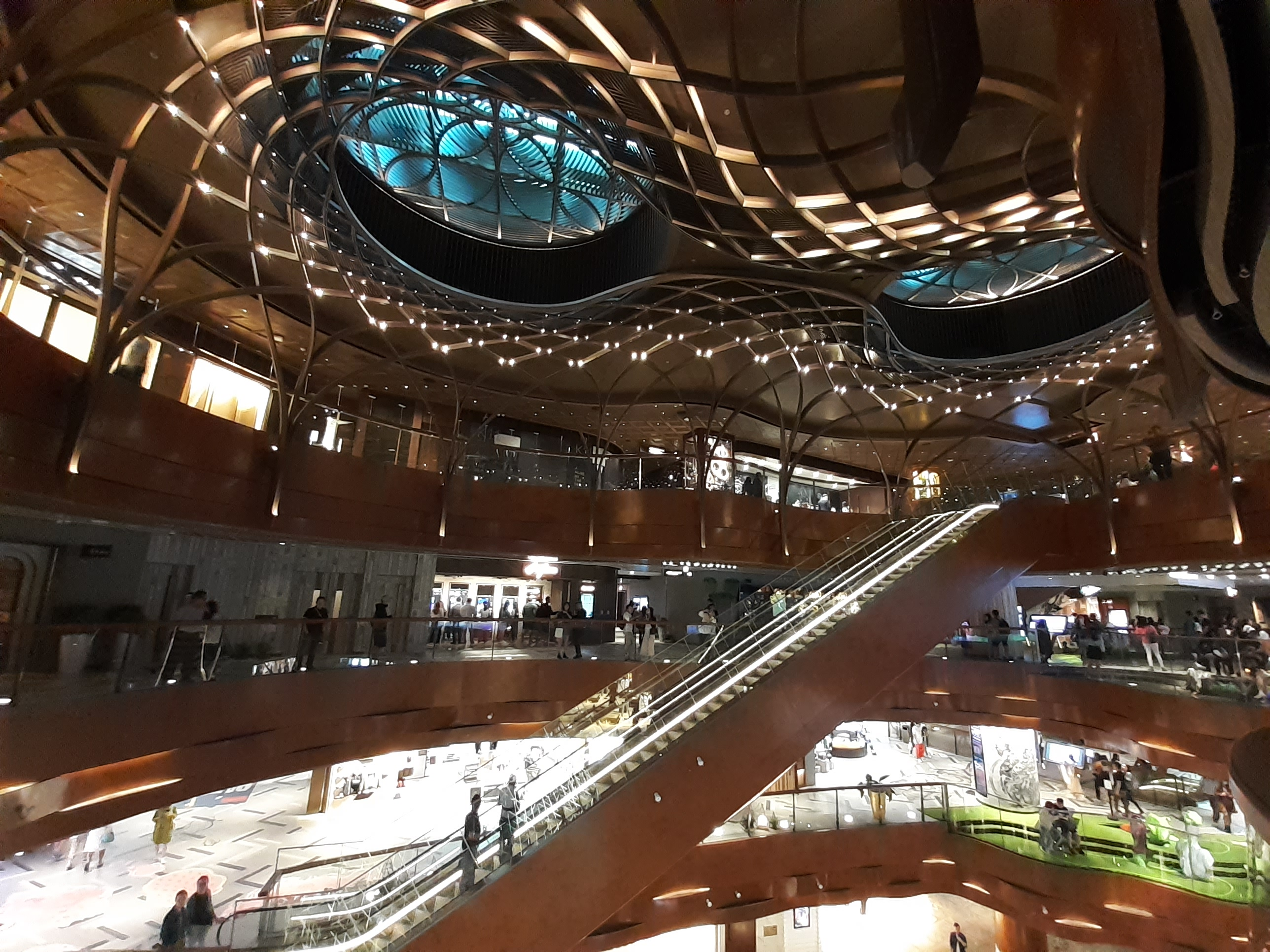
K11 Musea
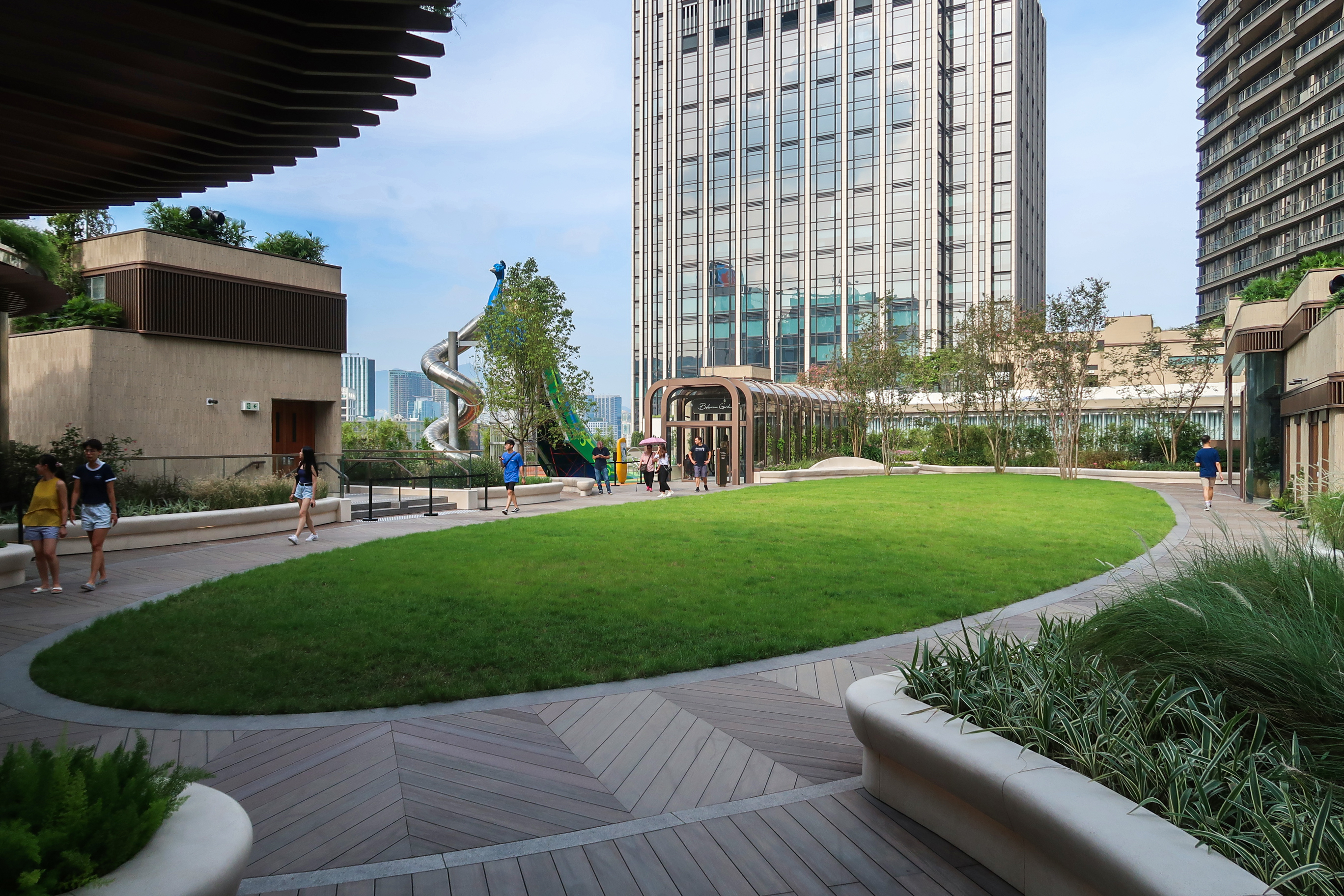
Богемский сад

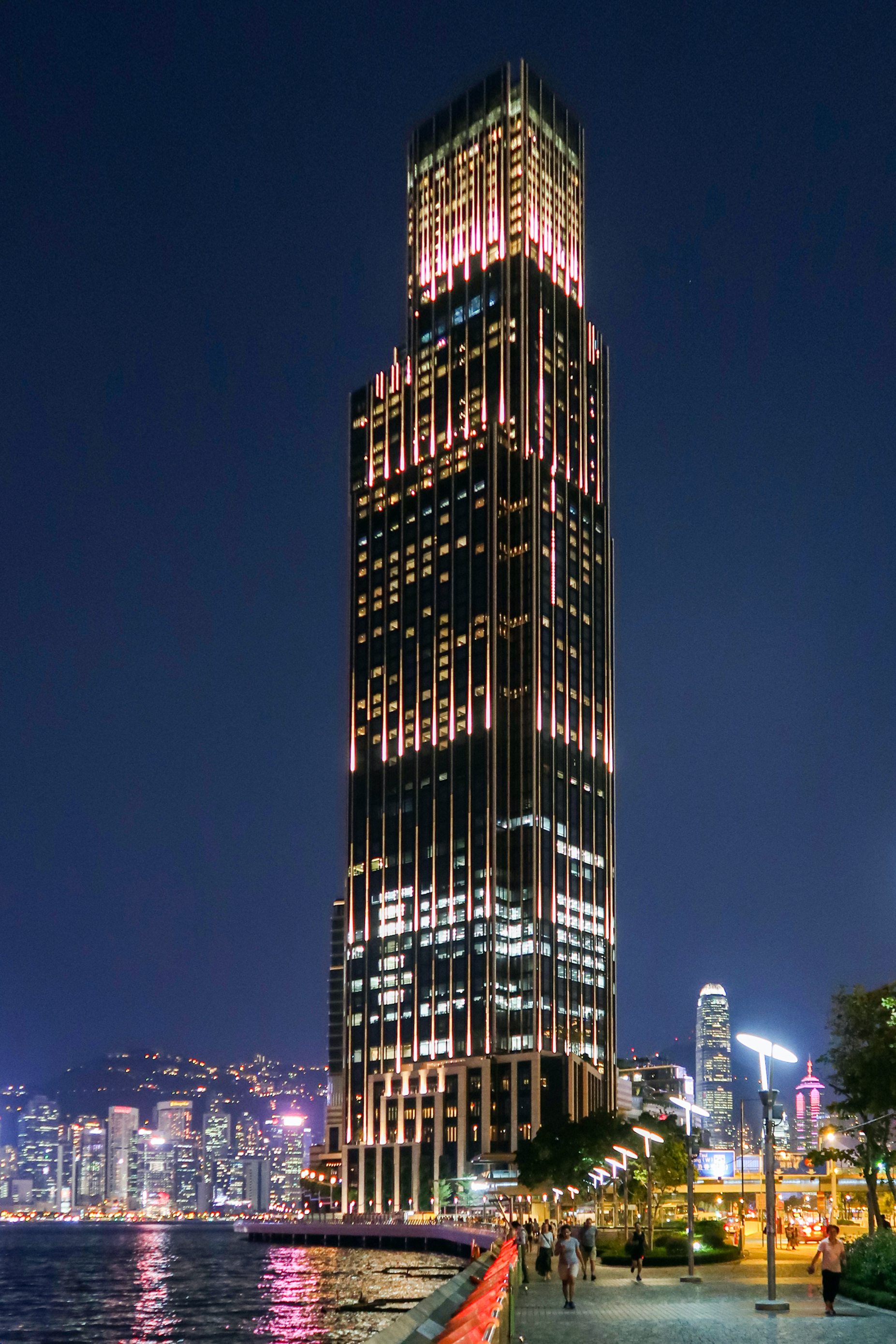
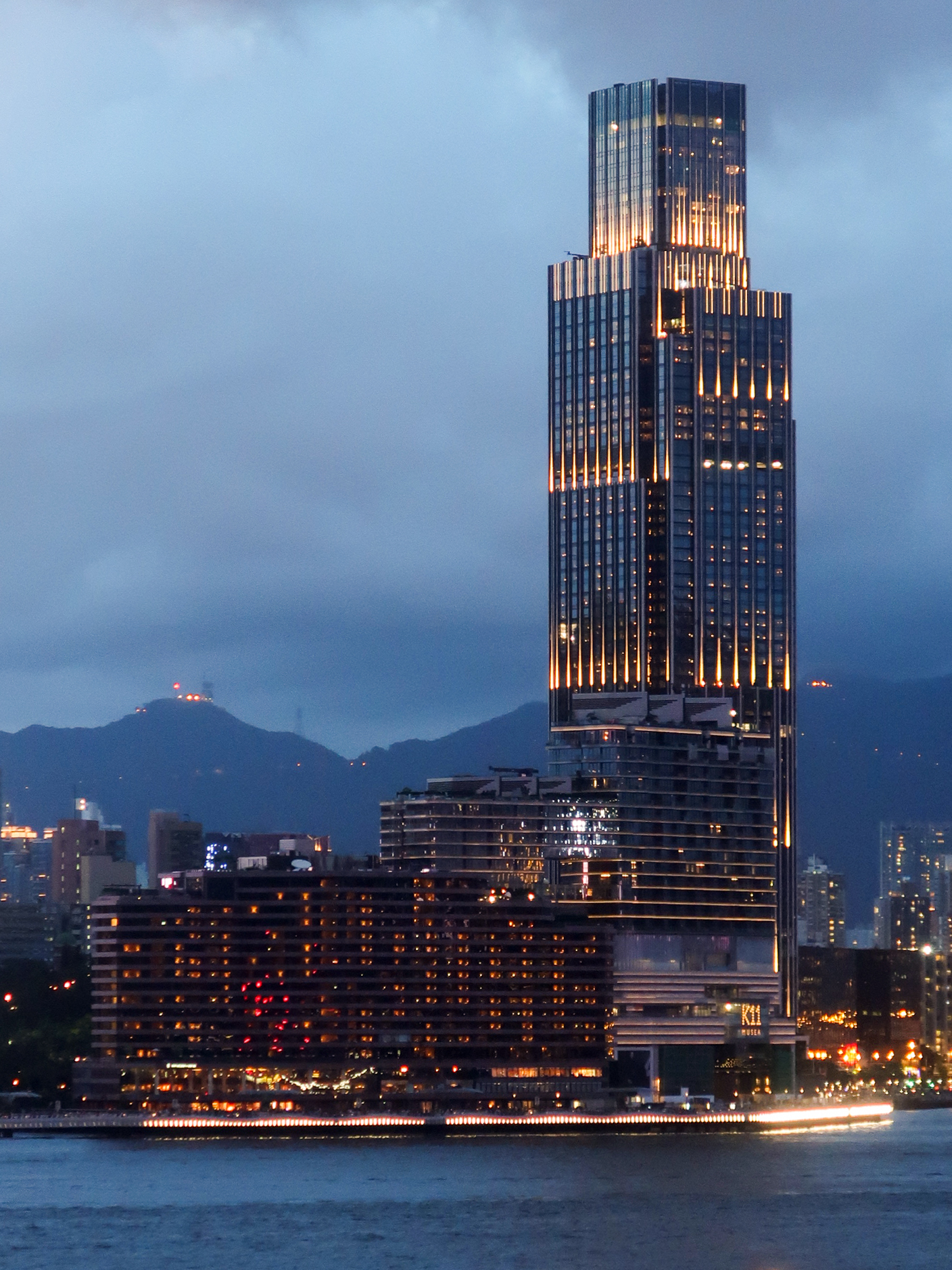
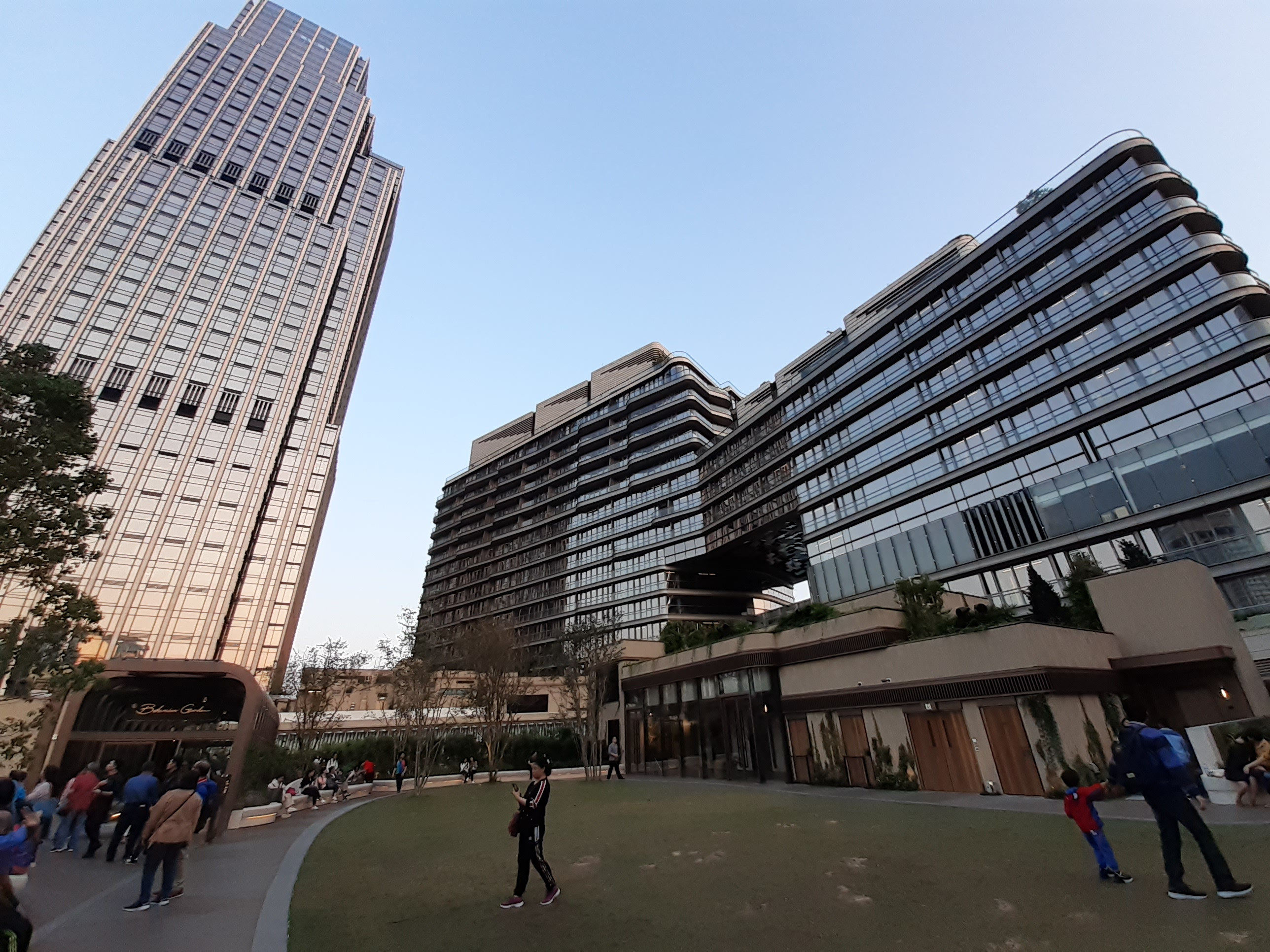
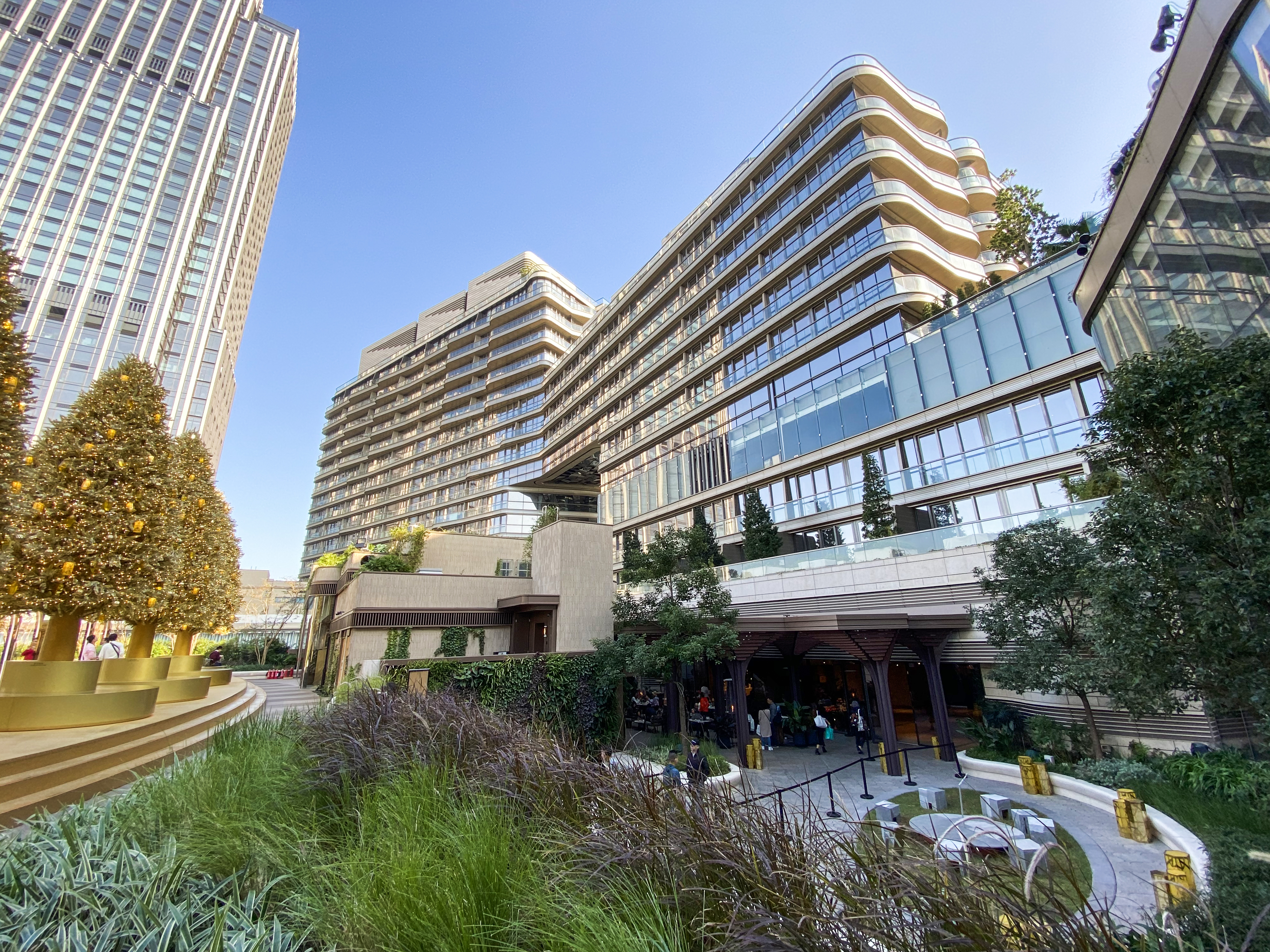
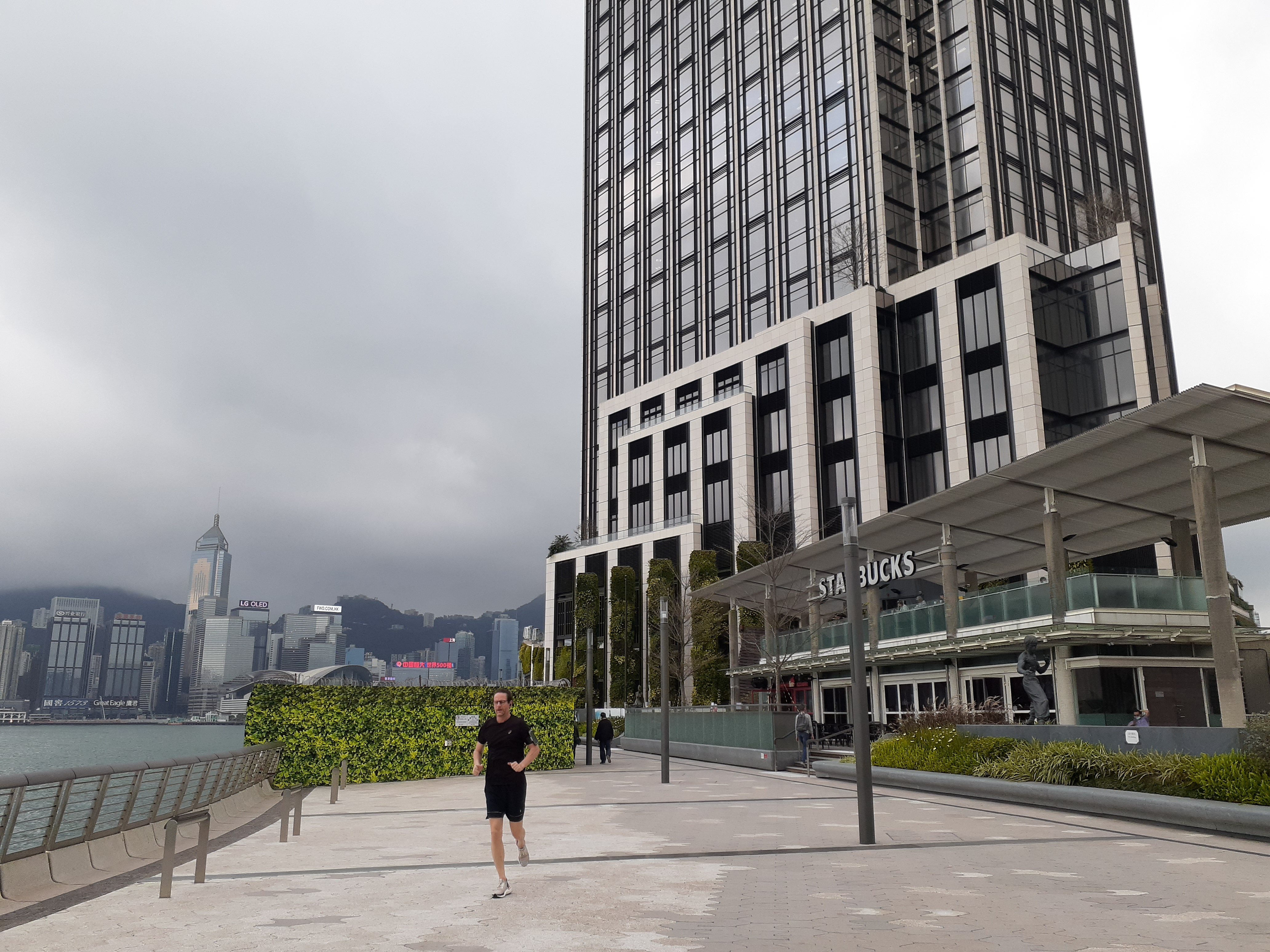

На набережной Авеню звёзд перед Victoria Dockside установлен обновлённый памятник актёру Брюсу Ли.